# Verklaring over de Rechten van Inheemse Volkeren
De Verklaring over de Rechten van Inheemse Volkeren (Engels: Declaration on the Rights of Indigenous Peoples, UNDRIP of DOTROIP) is een verklaring die in 2007 werd aangenomen door de Verenigde Naties. Het verdrag heeft het doel om de rechten van de inheemse volkeren, zoals grondenrechten, vast te leggen.

## Geringe invloed
De verklaring blijkt in de praktijk geen oplossing te zijn geweest voor belangrijke problemen waar inheemse volkeren mee te maken hebben. Voor een deel ligt dit aan gebruikte terminologie die binnen verschillende culturen anders geïnterpreteerd kunnen worden. Een voorbeeld hiervan is het recht om een spirituele band op te bouwen met hun leefgebied. Binnen westers perspectief zou dit een vrijblijvend recht zijn waaruit niet veel duidelijk wordt. Inheemse volkeren halen hieruit dat er een verbod ligt op schadelijke activiteiten in het gebied, zoals mijnbouw.
Daarbij zijn sommige bepalingen moeilijk in de praktijk te brengen, zoals het recht op onderwijs in de eigen taal. In de praktijk gaat het om duizenden, veelal niet of nauwelijks beschreven talen, waarvan er geen grammatica- of woordenboeken bestaan.

## Suriname
Volgens Louis Biswane, een Surinaams activist voor inheemse Surinamers, is er sinds 2007 niet veel veranderd in zijn land (2018). Suriname ondertekende de VN-Verklaring in hetzelfde jaar. Sindsdien werd de verklaring echter niet in wetgeving omgezet. Er kwamen geen aanpassingen in de grondwet van Suriname en andere wetten bleven van kracht, zoals de bepaling die houtkapvergunningen mogelijk maakt (1947), het mijnbouwdecreet dat de overheid eigenaar maakt van wat uit de grond wordt gehaald (1986) en de Wet bosbeheer (1992). Ook zouden sindsdien in de praktijk nog steeds gronden zonder overleg worden weggegeven aan multinationals. In een rechtszaak die door onder meer KLIM was aangespannen, oordeelde het Inter-Amerikaans Hof voor de Rechten van de Mens in 2015 dat Suriname de rechten van Kaliña (ook wel Karaïben) en Lokono (ook wel Arowakken) onvoldoende had beschermd. De Surinaamse regering kreeg toen de opdracht om de collectieve rechten van de leefgebieden binnen drie jaar te erkennen.